# Speyeria coronis
Espèce
Speyeria coronis est une espèce nord-américaine de lépidoptères de la famille des Nymphalidae et de la sous-famille des Heliconiinae.

## Dénomination
Speyeria coronis a été nommé par Hans Hermann Behr en 1864.
Synonymes : Argynnis coronis Behr, 1864 ; Argynnis californica Skinner, 1917.

### Noms vernaculaires
Speyeria coronis se nomme Coronis Fritillary en anglais.

### Sous-espèces
- Speyeria coronis halcyone (Edwards, 1869)
- Speyeria coronis hennei (Gunder, 1934)
- Speyeria coronis semiramis (Edwards, 1886)
- Speyeria coronis simaetha dos Passos & Grey, 1945
- Speyeria coronis snyderi (Skinner, 1897)[1].

## Description
C'est un papillon jaune orangé brillant orné de fins dessins marron, avec une envergure de 50 à 86 mm. Le dessus est finement orné de marron, une ligne submarginale de chevrons puis une ligne de taches dans de grands damiers, puis divers dessins et une partie basalejaune orangé.
Le revers des antérieures présente une aire basale orange, le reste étant comme l'aile postérieure jaune pâle à vert pâle. Les ailes postérieures  sont ornées de taches ovales  blanches argentées et d'une ligne submarginale de taches rondes blanches,.

### Chenille
La chenille est marron ornée de taches noires et d'épines noires.

## Biologie

### Période de vol et hivernation
Il vole en une génération de juin à septembre,.
Ce sont les chenilles au premier stade qui hivernent.

### Plantes hôtes
Les plantes hôtes de ses chenilles sont des Viola dont  Viola nuttallii, Viola beckwithii, Viola douglasii et Viola purpurea,.

## Écologie et distribution
Il est présent dans l'ouest de l'Amérique du Nord aux États-Unis dans l'État de Washington, l'Oregon, la Californie, l'Idaho, le Montana, le Wyoming, le Nevada, l'Utah, le Colorado, l'ouest du Dakota du Sud et du Nebraska et la Californie,,. Au Canada il n'a été inventorié qu'une fois dans le sud de l'Alberta.

### Biotope
Il réside sur les pentes des montagnes et dans les vallées.

### Protection
Pas de statut de protection particulier.